# Федерация корейских профсоюзов
Федерация корейских профсоюзов (ФКП) (кор. 한국노동조합총연맹 , рус. Хангук нодон чохаб чхонъёнмэн) — федерация профсоюзов в Республике Корея, которая была создана в 1961 году после военного переворота и роспуска в ноябре 1960 года Генеральной федерации корейских профсоюзов и её филиалов. ФКП после создания была помещена под руководство военных властей.
ФКП являлась единственным законным профсоюзным центром в Республике Корея до признания Корейской конфедерации профсоюзов в ноябре 1999 года.
ФКП является филиалом Международной конфедерации профсоюзов, в 2007 году насчитывала 740308 членов. До выборов 2008 года поддерживала партию Сэнури, но затем вступила в альянс с Объединённой демократической партией.